# Abdelouahed Belkeziz
Abdelouahed Belkeziz (àrab: عبد الواحد بلقزيز)  (Marràqueix, 5 de juliol de 1939 - Rabat, 19 d'octubre de 2021) fou un advocat, polític i diplomàtic marroquí.
Va realitzar els seus estudis primaris al Col·legi Sidi Mohammed, a Marràqueix. Després, va continuar els seus estudis al Liceu Moulay Youssef, a Rabat, després va estudiar dret a la facultat de Dret de la Universitat Mohammed V, a Rabat. Finalment, va obtenir el seu doctorat en dret a la Universitat de Rennes, a Rennes, França.
Belkeziz va exercir diversos càrrecs en institucions educatives i legals, així com en comissions governamentals, entre 1963 i 1977. De 1977 a 1979 va exercir com a ambaixador del Marroc a Bagdad, Iraq.
Entre el 2001 i el 2004, Belkeziz va exercir com a vuitè Secretari General de l'Organització de la Cooperació Islàmica (OCI).